# Aniuar Giedujew
Aniuar Borisowicz Giedujew; ros. Аниуар Борисович Гедуев (ur. 26 stycznia 1987) – rosyjski zapaśnik startujący w stylu wolnym. Srebrny medalista olimpijski w Rio de Janeiro 2016 w kategorii 74 kg.
Brązowy medalista mistrzostw świata w 2015, mistrz Europy w 2013 i 2014. Złoty medalista igrzysk europejskich w 2015. Trzeci w Pucharze Świata w 2010. Mistrz Rosji w 2015 i 2016, wicemistrz w 2011 i trzeci w 2009 roku.